# Sancho Panza
Sancho Panza, dont le nom est orthographié dans certaines langues (dont le français) Sancho Pança, est un personnage de roman. C'est l'écuyer et compagnon d'aventures d'Alonso Quichano dans le livre Don Quichotte de Miguel de Cervantes.

## Description
Il n'est pas possible de parler de Don Quichotte sans faire référence à son fidèle serviteur Sancho Panza, qui l'accompagne dans ses aventures. 
Participant à tous ses exploits, Sancho essaie de raisonner Don Quichotte qui a un esprit imaginatif, tant il lit des romans de chevalerie. Sancho est sensé, posé, modérateur et il protège son maître. C'est un paysan, rude, élémentaire, de basse extraction, imprudent, vulgaire, goinfre, marmotte, mais fidèle à son seigneur. Il est présenté comme « homme de bien [...], mais, comme on dit, de peu de plomb dans la cervelle ». C'est l'image que l'on a au premier abord de Sancho Panza, mais on découvre petit à petit que sa psychologie est plus profonde, bien qu'il termine en étant contaminé par la parole et la mentalité de son maître.
Sancho Panza a pour épouse Thérèse et ils ont une fille adolescente nommée Sanchica. Il laisse sa famille au village et suit Don Quichotte dans ses aventures farfelues, car celui-ci lui a promis un hypothétique archipel à gouverner, quand lui-même aura reçu les honneurs, la gloire et la fortune pour ses exploits chevaleresques. Sancho Panza est accompagné dans ces pérégrinations de son vieux baudet, auquel il est très attaché et qu'il ne changerait pas contre le roussin de Lancelot.
Il a le don d'énerver à plusieurs reprises Don Quichotte, par sa façon de débiter à tout va des proverbes, souvent plusieurs dans la même phrase, qui ne sont pas toujours à propos. Une autre chose qui met en rogne Don Quichotte, c'est le peu d'empressement que met Sancho Panza à s'administrer des milliers de coups de fouet pour prétendument désenchanter Dulcinée, la femme dont est amoureux Don Quichotte.  
Don Quichotte et Sancho Panza forment un célèbre duo de personnages inséparables : l'un ne pourrait exister sans l'autre. Ils représentent un archétype qui sera sans cesse repris dans les fictions : par exemple Laurel et Hardy, Abbott et Costello, Astérix et Obélix, Walter Matthau et Jack Lemmon, Huckleberry Finn et Tom Sawyer, Zorro et Bernardo, Bob Morane et Bill Ballantine.

## L'épisode des moulins à vent
Dans le roman, Sancho s'écrie : « Quels géants ? » quand Don Quichotte croit voir des géants envoyés par des sorciers là où il n'y a que des moulins à vent.
«  En ce moment ils découvrirent trente ou quarante moulins à vent qu'il y a dans cette plaine, et, dès que don Quichotte les vit, il dit à son écuyer : 

— La fortune conduit nos affaires mieux que ne pourrait y réussir notre désir même. Regarde, ami Sancho ; voilà devant nous au moins trente démesurés géants, auxquels je pense livrer bataille et ôter la vie à tous tant qu’ils sont. Avec leurs dépouilles nous commencerons à nous enrichir ; car c'est prise de bonne guerre, et c'est grandement servir Dieu que de faire disparaître si mauvaise engeance de la face de la terre.
— Quels géants ? demanda Sancho Panza.
— Ceux que tu vois là-bas, lui répondit son maître, avec leurs grands bras, car il y en a qui les ont de presque deux lieues de long.
— Prenez donc garde, répliqua Sancho, ce que nous voyons là-bas ne sont pas des géants, mais des moulins à vent et ce qui paraît leurs bras, ce sont leurs ailes, lesquelles, tournées par le vent, font tourner à leur tour la meule du moulin.
— On voit bien, répondit don Quichotte, que tu n'es pas expert en fait d’aventures : ce sont des géants, te dis-je et, si tu as peur, ôte-toi de là et va te mettre en oraison pendant que je leur livrerai une inégale et terrible bataille.

En parlant ainsi, il donna de l’éperon à son cheval Rossinante, sans prendre garde aux avis de son écuyer Sancho, qui lui criait qu’à coup sûr c'était des moulins à vent et non des géants qu'il allait attaquer. »

## Citations sur Sancho Panza
- Franz Kafka, (écrivain tchèque)

«  Sancho Panza, qui ne s'en est d'ailleurs jamais vanté, réussit au cours des années, en dévorant des histoires de brigands et des romans de chevalerie pendant les nuits et les veillées, à détourner entièrement de soi son démon.

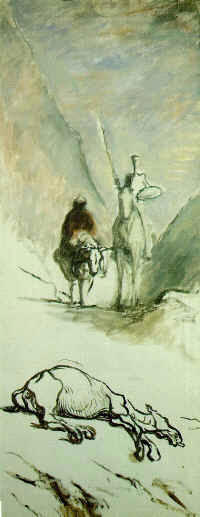
Don Quichotte suivi de son fidèle Sancho, Illustration d'Honoré Daumier (1868)

Il fit si bien que celui-ci – qu'il appela plus tard Don Quichotte – se jeta désormais sans frein dans les plus folles aventures : elles ne nuisaient à personne faute d'un objet prédestiné qui aurait dû être précisément Sancho Panza.

Sancho Panza, peut-être mû par certains sentiments de responsabilité, Sancho Panza, qui était un homme indépendant, suivit calmement Don Quichotte dans ses équipées et en tira jusqu'à son dernier jour une grande et utile distraction. »
- Günter Grass (écrivain allemand)

«  Le noble chevalier, l’idéaliste, qui se bat contre des moulins à vent, le rêveur qui prend ses hallucinations pour la réalité, le fantasque, le maître et son valet, les pieds sur terre, le valet prosaïque. C’est un couple que nous retrouvons encore dans notre réalité, à la fois alliés et adversaires. C’est un duo qui résiste aux temps qui changent. »
- José Saramago (écrivain portugais)

«  Nous avons là deux amis dont la relation repose sur le respect et la compréhension mutuels. Chacun des deux peut dire de l’autre : Lui, c’est un véritable ami. »
- Carme Riera (écrivain catalane)

«  Ce qui m’intéresse et me touche le plus, c’est cette relation d’amitié. Don Quichotte et Sancho Panza deviennent de véritables amis. »
- Dr Rojas Marcos (psychologue espagnol)

«  Don Quichotte s’occupe de Sancho comme un père de son fils. De même que Sancho s’occupe de Don Quichotte comme un jeune s’occuperait d’un père ou d’un grand-père qui aurait un peu perdu la tête. »